# Damir Džumhur
Damir Džumhur (Sarajevo, 20 maggio 1992) è un tennista bosniaco.
Ha vinto in singolare tre tornei del circuito maggiore; vanta inoltre diversi titoli in singolare e alcuni in doppio nei circuiti minori. I suoi migliori ranking ATP sono stati il 23º in singolare nel luglio 2018 e il 117º in doppio nell'agosto 2018. Nel 2010 era stato il nº 3 della classifica mondiale juniores. Quello stesso anno ha esordito nella squadra bosniaca di Coppa Davis.

## Carriera

### Juniores
Fa il suo esordio nell'ITF Junior Circuit nell'aprile 2008 e quell'anno vince il suo primo titolo in un torneo di Grade 5. Nel corso della carriera da juniores si aggiudicherà in singolare 7 titoli, tra cui i Campionati europei juniores del 2010, torneo di Grade B1, mentre in doppio ne vincerà 5. I suoi traguardi più prestigiosi nella categoria sono la medaglia di bronzo conquistata in singolare ai Giochi olimpici giovanili del 2010 a Singapore e i quarti di finale raggiunti quello stesso anno in singolare a Wimbledon e in doppio al Roland Garros e agli US Open. Chiude la sua esperienza tra gli juniores nel settembre 2010 agli US Open, dopo aver raggiunto nel luglio precedente il 3º posto nel ranking mondiale.

### 2008-2010, inizi da professionista, esordio in Coppa Davis, primo titolo ITF in doppio
Eliminato nel 2008 nelle qualificazioni di due tornei Challenger, debutta in un torneo professionistico nel maggio 2009 con una sconfitta in doppio nel torneo ITF Futures Bosnia & Herzegovina F2. Un anno dopo viene sconfitto anche al suo esordio in singolare, di nuovo al Bosnia & Herzegovina F2. Comincia a vincere alcuni incontri e, grazie anche ai successi nel circuito juniores, nel luglio 2010 debutta nella squadra bosniaca di Coppa Davis battendo Vladimir Ivanov nella sfida contro l'Estonia. In ottobre alza il primo trofeo da professionista vincendo il torneo di doppio al Futures Croatia F8 in coppia con Tomislav Brkić.

### 2011-2013, 19 titoli ITF, prime finali Challenger e top 200
Nel 2011 inizia giocare con continuità tra i professionisti, in marzo disputa la prima semifinale Challenger al torneo di doppio di Sarajevo e in maggio conquista il primo titolo in singolare al Futures Bosnia & Herzegovina F3 di Brčko. Nel corso della stagione raggiunge altre quattro finali in singolare cogliendo tre successi, mentre in doppio disputa sette finali e ne vince quattro. Nel 2012 vince tutte le cinque finali Futures a cui partecipa in singolare e in doppio ne gioca tre vincendone una. In aprile entra nella top 300 del ranking in singolare, in giugno gioca la prima semifinale in singolare in un Challenger a Košice e raggiunge la 204ª posizione. Nel 2013 disputa le sue prime finali Challenger: la prima a Košice, dove parte dalle qualificazioni e viene sconfitto da Michail Kukuškin; poi a Poznań, dove in luglio viene sconfitto in tre set da Haider-Maurer. In agosto fa il suo ingresso nella top 200. Quella stagione vince gli ultimi tornei Futures, chiudendo l'esperienza nel circuito con 12 titoli in singolare e otto in doppio.

### 2014, esordio nel circuito maggiore, primi titoli Challenger e 101º nel ranking
Dopo quattro eliminazioni nelle qualificazioni nelle due stagioni precedenti, nel gennaio 2014 debutta nel tabellone principale di uno Slam agli Australian Open dove, superati i tre turni di qualificazione, sconfigge Hájek e Dodig (per ritiro al quarto set), prima di arrendersi al terzo turno al nº 7 del mondo Tomáš Berdych. Il primo titolo Challenger arriva ad aprile a Mersin con la vittoria in finale su Pere Riba, che batterà di nuovo nella finale di Arad in giugno. Supera le qualificazioni anche al Roland Garros e viene subito eliminato. Il terzo titolo Challenger lo conquista in luglio a San Benedetto del Tronto. Esce al primo turno anche agli US Open, dove per la prima volta era entrato nel tabellone principale di uno Slam per diritto di classifica. Alcuni buoni risultati nei Challenger lo portano in ottobre al 101º posto del ranking.

### 2015, prima semifinale ATP, tre titoli Challenger e 77º nel ranking
A inizio stagione esordisce in doppio nel circuito maggiore con una sconfitta al primo turno del Chennai Open. Raggiunge poi in singolare due finali Challenger, vince quella al Santo Domingo Open per il ritiro di Renzo Olivo e fa il suo ingresso nella top 100. Supera per la prima volta le qualificazioni in un Masters 1000 al Miami Open ed esce di scena al primo turno. Disputa a Casablanca la prima semifinale ATP e viene sconfitto al terzo set da Martin Kližan. Raggiunge per la prima volta il terzo turno al Roland Garros. A luglio disputa al Braunschweig Open la sua unica finale Challenger in doppio in carriera e viene sconfitto in coppia con Franko Škugor. Torna a mettersi in luce in singolare a fine stagione nei Challenger vincendo i tornei di Alphen aan den Rijn e del Casablanca II, sconfiggendo nelle rispettive finali Igor Sijsling e Daniel Muñoz de la Nava. A ottobre porta il miglior ranking alla 77ª posizione.

### 2016, quarto turno a Miami e 71º nel ranking
A inizio stagione esce diverse volte al secondo turno nei tornei ATP. Al Miami Open sconfigge per ritiro Rafael Nadal, si spinge fino al quarto turno e raccoglie solo tre giochi contro Milos Raonic, che lo elimina anche al terzo turno del Monte Carlo Masters. Esce nei quarti di finale ai tornei ATP di Istanbul (e sale al 71º posto mondiale) e Umago. Nell'intervallo tra questi due tornei raggiunge per la prima volta il secondo turno al torneo di Wimbledon e al suo debutto olimpico viene eliminato al primo turno ai Giochi di Rio de Janeiro. Nel finale di stagione raggiunge una semifinale Challenger e il secondo turno in alcuni tornei del circuito maggiore, tra i quali per la prima volta agli US Open.

### 2017, primi due titoli ATP, un'altra finale ATP e top 30 in singolare, una finale ATP in doppio
Sconfitto nelle prime quattro uscite stagionali, raggiunge i quarti all'ATP di Memphis e all'ATP 500 di Dubai, nel quale al primo turno elimina il nº 3 del mondo Stan Wawrinka, e si porta alla 66ª posizione mondiale. Nel periodo successivo non supera il secondo turno nel circuito maggiore e scende nel ranking, riprende l'ascesa con il successo al Challenger degli Internationaux de Tennis de Blois, superando in finale Calvin Hemery. Questo successo segna l'inizio di uno dei periodi migliori della sua carriera che prosegue con la semifinale raggiunta all'ATP del Los Cabos Open, a cui fa seguito la finale persa al Challenger del Santo Domingo Open.
Ad agosto disputa la prima finale ATP in carriera al Winston-Salem Open, persa contro Roberto Bautista Agut per 4-6, 4-6. Dopo essersi spinto per la prima volta fino al terzo turno agli US Open, a settembre conquista il primo titolo del circuito maggiore al St. Petersburg Open con la vittoria in finale su Fabio Fognini per 3-6, 6-4, 6-2, ed entra nella top 40. Al successivo Shenzhen Open elimina in due set il nº 4 del mondo Alexander Zverev ed esce in semifinale. Vince il secondo titolo ATP alla Kremlin Cup di Mosca battendo in finale Ričardas Berankis per 6-2, 1-6, 6-4. A Mosca raggiunge la finale anche in doppio, l'unica della carriera nel circuito maggiore, gioca in coppia con Antonio Šančić e vengono sconfitti da Maks Mirny / Philipp Oswald con il punteggio di 3-6, 5-7. Chiude la brillante stagione con il nuovo miglior ranking al 30º posto mondiale in singolare.

### 2018, un titolo ATP e miglior ranking al 23º posto
Nella parte iniziale del 2018 raggiunge il terzo turno agli Australian Open e riprende l'ascesa con i quarti di finale agli ATP di Montpellier e Marsiglia. Raggiunge con Filip Krajinović la semifinale in doppio all'ATP 500 di Dubai. Dopo i secondi turni disputati nei Masters 1000 di Madrid e Roma, al terzo turno del Roland Garros ritrova il nº 3 ATP Zverev, che si impone in rimonta per 7-5 al quinto set. I secondi turni in doppio a Madrid e al Roland Garros lo portano al 117º posto mondiale, nuovo miglior ranking. Vince all'Antalya Open il suo primo titolo ATP sull'erba, sconfiggendo Adrian Mannarino in finale con il punteggio di 6-1, 1-6, 6-1, e sale al 23º posto mondiale che resterà il suo miglior ranking in carriera. Nella seconda parte del 2018 raggiunge la semifinale al Los Cabos Open, i quarti a San Pietroburgo e a Shenzhen e all'ultimo impegno stagionale esce al terzo turno al Paris Masters. Questi risultati non compensano i successi ottenuti nello stesso periodo del 2017 e a ottobre scende al 52º posto mondiale.

### 2019, una finale Challenger e discesa in classifica
Perde i primi match stagionali e torna al successo in febbraio all'ATP 500 di Rotterdam, dove esce nei quarti per mano di Gaël Monfils dopo aver eliminato il nº 12 del mondo Stefanos Tsitsipas. Riprendono le sconfitte al primo turno fino al Miami Open, dove vince il primo incontro e dà forfait al secondo, e continua a scendere nel ranking. Rientra dopo un mese e torna a mettersi in evidenza al Geneva Open con la vittoria su Wawrinka, prima di essere eliminato nei quarti. Si ritira dopo avere raggiunto i quarti anche all'Antalya Open, dove era campione uscente. Prosegue il momento negativo e nella seconda parte della stagione si trova per quattro settimane fuori dalla top 100. Riprende a giocare anche nei Challenger e perde la semifinale disputata al Challenger 125 di New Haven. Negli altri tornei ATP vince due incontri di fila solo a Zhuhai ed esce nei quarti. All'ultimo impegno stagionale perde la finale al Challenger di Bratislava contro Dennis Novak e rientra nella top 100.

### 2020-2021, due finali Challenger
La stagione 2020, interrotta tra marzo e agosto per la pandemia di COVID-19, lo vede soccombere in tutti e otto gli incontri disputati nei tabelloni principali dei tornei ATP, mentre vince i due singolari nella sfida di Coppa Davis contro il Sud Africa. A febbraio esce nuovamente dalla top 100. Gioca alcuni tornei Challenger e l'unico risultato di rilevo è la finale persa in tre set a ottobre contro l'astro nascente Carlos Alcaraz alla Sánchez-Casal Cup di Barcellona. Chiude la stagione al 119º posto in classifica. Torna a vincere un incontro ATP al Miami Open 2021 contro Kevin Anderson ed esce al secondo turno. Il mese successivo perde la finale al Challenger di Belgrado contro Roberto Carballés Baena. Vince in stagione due incontri ATP di fila solo a Umago ed esce nei quarti. Nei restanti tornei Challenger non supera mai le semifinali e chiude il 2021 al 158º posto mondiale.

### 2022, due finali Challenger
Supera le qualificazioni agli Australian Open 2022 ed esce al primo turno. Quell'anno entrerà nei tabelloni principali dei tornei ATP in altre tre occasioni e vince due soli incontri all'Open Sud de France – uno dei quali contro il nº 21 ATP Nik'oloz Basilashvili – prima di essere eliminato nei quarti. In Coppa Davis vince invece tutti e tre i singolari disputati. Anche nei Challenger non trova grandi risultati e ad agosto scende alla 243ª posizione mondiale. Si riscatta raggiungendo le finali Challenger di Banja Luka e Sibiu, perse contro Fábián Marozsán e Nerman Fatić, con le quali risale alla 166ª posizione.

## Statistiche

### Singolare

#### Vittorie (3)
| Legenda              |
| Grande Slam (0)      |
| ATP Finals (0)       |
| ATP Masters 1000 (0) |
| ATP Tour 500 (0)     |
| ATP Tour 250 (3)     |

| N. | Data              | Torneo                               | Superficie  | Avversario in finale | Punteggio     |
| 1. | 24 settembre 2017 | St. Petersburg Open, San Pietroburgo | Cemento (i) | Fabio Fognini        | 3-6, 6-4, 6-2 |
| 2. | 22 ottobre 2017   | Kremlin Cup, Mosca                   | Cemento (i) | Ričardas Berankis    | 6-2, 1-6, 6-4 |
| 3. | 30 giugno 2018    | Antalya Open, Antalya                | Erba        | Adrian Mannarino     | 6-1, 1-6, 6-1 |

#### Finali perse (1)
| Legenda              |
| Grande Slam (0)      |
| ATP Finals (0)       |
| ATP Masters 1000 (0) |
| ATP Tour 500 (0)     |
| ATP Tour 250 (1)     |

| N. | Data           | Torneo                            | Superficie | Avversario in finale  | Punteggio |
| 1. | 26 agosto 2017 | Winston-Salem Open, Winston-Salem | Cemento    | Roberto Bautista Agut | 4-6, 4-6  |

### Doppio

#### Finali perse (1)
| Legenda              |
| Grande Slam (0)      |
| ATP Finals (0)       |
| ATP Masters 1000 (0) |
| ATP Tour 500 (0)     |
| ATP Tour 250 (1)     |

| N. | Data            | Torneo             | Superficie  | Compagno       | Avversari in finale       | Punteggio |
| 1. | 21 ottobre 2017 | Kremlin Cup, Mosca | Cemento (i) | Antonio Šančić | Maks Mirny Philipp Oswald | 3-6, 5-7  |

### Tornei minori

#### Singolare

##### Vittorie (26)
| Legenda         |
| Challenger (14) |
| Futures (12)    |

| N.  | Data              | Torneo                                             | Superficie      | Avversario in finale    | Punteggio     |
| 1.  | 16 maggio 2011    | Bosnia and Herzegovina F3, Brčko (1)               | Terra rossa     | Aldin Šetkić            | 6-3, 5-7, 7-5 |
| 2.  | 4 settembre 2011  | Croatia F8, Osijek                                 | Terra rossa     | Mislav Hižak            | 6-1, 6-4      |
| 3.  | 30 ottobre 2011   | Croatia F14, Ragusa (1)                            | Terra rossa     | Marek Michalička        | 6-4, 7-6(4)   |
| 4.  | 27 novembre 2011  | Turkey F32, Adalia (1)                             | Terra rossa     | Ivan Bjelica            | 6-1, 6-1      |
| 5.  | 5 febbraio 2012   | Turkey F4, Adalia (2)                              | Cemento         | Nikolaus Moser          | 6-4, 7-6(4)   |
| 6.  | 1 aprile 2012     | Italy F2, Cividino                                 | Cemento (i)     | Charles-Antoine Brézac  | 6-4, 6-4      |
| 7.  | 6 maggio 2012     | Bosnia and Herzegovina F1, Doboj                   | Terra rossa     | Florian Reynet          | 6-0, 4-6, 6-0 |
| 8.  | 20 maggio 2012    | Bosnia and Herzegovina F3, Brčko (2)               | Terra rossa     | Toni Androić            | 7-6(2), 6-2   |
| 9.  | 3 giugno 2012     | Bosnia and Herzegovina F5, Kiseljak                | Terra rossa     | Norbert Gombos          | 6-3, 7-6(3)   |
| 10. | 17 febbraio 2013  | Croatia F1, Zagabria                               | Cemento (i)     | Marco Cecchinato        | 6-2, 7-5      |
| 11. | 19 maggio 2013    | Bulgaria F1, Plovdiv                               | Terra rossa     | Miljan Zekić            | 6-3, 6-3      |
| 12. | 27 ottobre 2013   | Croatia F12, Ragusa (2)                            | Terra rossa     | Victor Crivoi           | 6-2, 4-6, 6-4 |
| 13. | 13 aprile 2014    | Mersin Cup, Mersin                                 | Terra rossa     | Pere Riba               | 7-6(4), 6-3   |
| 14. | 8 giugno 2014     | Arad Challenger, Arad                              | Terra rossa     | Pere Riba               | 6-4, 7-6(3)   |
| 15. | 13 luglio 2014    | San Benedetto Tennis Cup, San Benedetto del Tronto | Terra rossa     | Andreas Haider-Maurer   | 6-3, 6-3      |
| 16. | 15 febbraio 2015  | Santo Domingo Open, Santo Domingo                  | Terra verde     | Renzo Olivo             | 7-5, 3-1 rit. |
| 17. | 13 settembre 2015 | Alphen International, Alphen aan den Rijn          | Terra rossa     | Igor Sijsling           | 6-1, 2-6, 6-1 |
| 18. | 17 ottobre 2015   | Morocco Tennis Tour - Casablanca II, Casablanca    | Terra rossa     | Daniel Muñoz de la Nava | 3-6, 6-3, 6-2 |
| 19. | 25 giugno 2017    | Internationaux de Tennis de Blois, Blois           | Terra rossa     | Calvin Hemery           | 6-1, 6-3      |
| 20. | 10 settembre 2023 | Istanbul Challenger, Istanbul                      | Cemento         | Lukáš Klein             | 7-6(5), 6-3   |
| 21. | 7 aprile 2024     | Open Barletta, Barletta                            | Terra rossa     | Harold Mayot            | 6-1, 6-3      |
| 22. | 28 aprile 2024    | Ostrava Open Challenger, Ostrava                   | Terra rossa     | Henri Squire            | 6-2, 4-6, 7-5 |
| 23. | 8 giugno 2024     | Zagreb Open, Zagabria                              | Terra rossa     | Luka Mikrut             | 7-5, 6-0      |
| 24. | 18 agosto 2024    | Santo Domingo Open, Santo Domingo                  | Terra rossa     | Andrés Andrade          | 6-4, 6-4      |
| 25. | 8 settembre 2024  | Istanbul Challenger, Istanbul                      | Cemento         | Hamad Međedović         | 6-4, 6-2      |
| 26. | 1º dicembre 2024  | Maia Challenger, Maia                              | Terra rossa (i) | Francesco Passaro       | 6-3, 6-4      |

##### Finali perse (14)
| Legenda         |
| Challenger (11) |
| Futures (3)     |

| N.  | Data              | Torneo                              | Superficie  | Avversario in finale    | Punteggio        |
| 1.  | 26 giugno 2011    | Serbia F2, Belgrado                 | Terra rossa | Axel Michon             | 6(8)-7, 6-4, 5-7 |
| 2.  | 15 giugno 2013    | Kosice Open, Košice                 | Terra rossa | Michail Kukuškin        | 4-6, 6-1, 2-6    |
| 3.  | 23 giugno 2013    | Bosnia and Herzegovina F4, Kiseljak | Terra rossa | Mate Delić              | 5-7, 2-6         |
| 4.  | 30 giugno 2013    | Serbia F3, Šabac                    | Terra rossa | Attila Balázs           | 4-6, 2-6         |
| 5.  | 21 luglio 2013    | Poznań Open, Poznań                 | Terra rossa | Andreas Haider-Maurer   | 6-4, 1-6, 5-7    |
| 6.  | 22 febbraio 2015  | Morelos Open, Cuernavaca            | Cemento     | Víctor Estrella Burgos  | 5-7, 4-6         |
| 7.  | 18 agosto 2017    | Santo Domingo Open, Santo Domingo   | Terra verde | Víctor Estrella Burgos  | 6(4)-7, 4-6      |
| 8.  | 9 novembre 2019   | Slovak Open, Bratislava             | Cemento (i) | Dennis Novak            | 1-6, 1-6         |
| 9.  | 10 ottobre 2020   | Sánchez-Casal Cup, Barcellona       | Terra rossa | Carlos Alcaraz          | 6-4, 2-6, 1-6    |
| 10. | 17 aprile 2021    | Serbia Challenger Open, Belgrado    | Terra rossa | Roberto Carballés Baena | 4-6, 5-7         |
| 11. | 28 agosto 2022    | Banja Luka Challenger, Banja Luka   | Terra rossa | Fábián Marozsán         | 2-6, 1-6         |
| 12. | 25 settembre 2022 | Sibiu Open, Sibiu                   | Terra rossa | Nerman Fatić            | 3-6, 4-6         |
| 13. | 24 settembre 2023 | Sibiu Open, Sibiu                   | Terra rossa | Nerman Fatić            | 2-6, 4-6         |
| 14. | 16 marzo 2025     | Copa Cap Cana, Punta Cana           | Cemento     | Aleksandar Kovacevic    | 2-6, 3-6         |